# Площадь Трёх Крестов
Площадь Трёх Крестов (пол. Plac Trzech Krzyży) — площадь в центральном районе Варшавы Средместье. Она лежит на исторической дороге из центра города в южные окраины и предместья (Королевском тракте) и связана на севере с улицей Новы Свят и с Уяздовским проспектом на юге. Большая часть площади служит проездом с одной улицы на другую.

## История
Название площади может ввести в заблуждение. Первые два позолоченных креста располагаются на верхушках барочных колонн, изготовленных в 1731 году Иоахимом Яухом по заказу короля Август II Сильного для отметки начала «пути на Голгофу» или «Кальварской дороги» (пол. Droga Kalwaryjska). Третий крест держит святой Ян Непомуцкий, статуя которого была установлена в 1752 году Великим коронным гетманом Францишеком Белиньским в честь завершения мощения варшавских улиц. Тогда местное население и прозвало район площади «Rozdroże złotych krzyży» — «Перекрёстками золотых крестов». Четвёртый же крест венчает купол костёла Св. Александра, возведённого в 1818-1825 годах польским архитектором Кристианом Пётром Айгнером.Первоначально и сама площадь носила имя св. Александра.
В результате последствий Варшавское восстания 1944 года большинство зданий площади и прилежащей территории было разрушено. После же 1945 года Институт для Глухих был перестроен, а костёлу св. Александра придали вид, который он имел в XIX веке.
К старейшим зданиям площади относится жилой дом с классическим фасадом, построенный в XVIII веке, (№ 1 по ул. Новы Свят) и часть комплекса Института глухоты и слепоты (№ 2 по пл. Трёх Крестов), основанного в 1817 году.